# Catageus dammermani
Espèce
Synonymes
- Stygophrynus dammermani Roewer, 1928

Catageus dammermani est une espèce d'amblypyges de la famille des Charontidae.

## Distribution
Cette espèce est endémique de Java en Indonésie,.

## Description
Catageus dammermani mesure 24 mm.

## Étymologie
Cette espèce est nommée en l'honneur de Karel Willem Dammerman (1885-1951).

## Publication originale
- Roewer, 1928 : Ein Javanischer Charontine. Treubia Buitenzorg, vol. 10, p. 15-21.